# Orden de la Corona de Irán
La Orden de la Corona de Irán (persa: نشان تاج o Neshan-e Taj e-Iran) fue la segunda Orden de mérito civil para caballeros más alta del Estado Imperial de Irán, bajo el reinado de la Dinastía Pahlaví. En el ámbito civil, sucedía a la Orden de Pahlaví en jerarquía y precedía a la Orden de Homayoun.

## Historia de la Orden de la Corona de Irán

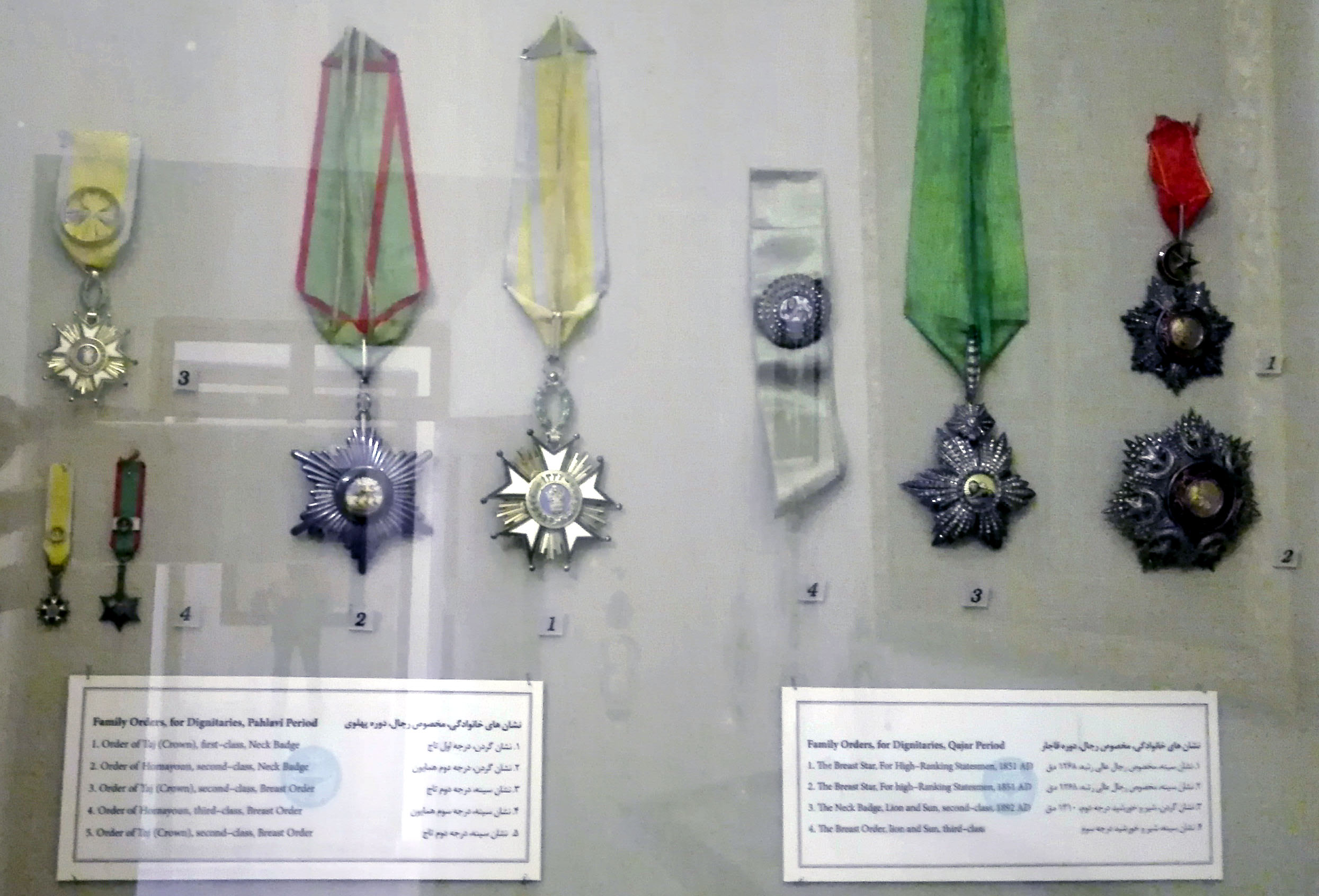
Antiguas órdenes iraníes de Qajar y Pahlavi del Museo de Moqadam

El origen de esta Orden se encuentra en la Dinastía Qajar, concretamente en los años 1900, bajo el reinado de Mozaffareddín Shah Qayar. El Shah, viendo que la entrega masiva de condecoraciones de la Orden del Sol y el León había desprestigiado la Orden bajo el reinado de su padre, el Shah Nasereddín Sah Kayar, decidió crear una nueva Orden que tuviese más significado y mérito. La nueva Orden, a la que llamó Orden de la Corona, se constituyó en tres clases, Gran Collar, Encomienda y Medalla, y fue ostentada por Reza Pahlaví en el día de su coronación, en 1926. 
Tras la fundación de la Orden de Pahlaví, la Orden de la Corona Qajar perdió si significado originario y cayó en desuso hasta que, en 1939, Reza Pahlaví refundó la Orden renombrándola, añadiéndole más clases inspirándose en la Orden de la Corona (Bélgica) y estableciendo el nombre que llevó hasta su supresión en 1979 por la Revolución Islámica: Orden de la Corona de Irán. 
Tras la muerte de Mohammad Reza Pahlaví en 1980, el Gran Magisterio de la misma pasó a su hijo Reza Ciro Pahlaví, que hoy día conserva la vigencia de la Orden de la Corona de Irán como Orden Dinástica, de la que no se conocen nuevas concesiones.

## Grandes Maestres
- Reza Shah (1939-1941)

- Mohammad Reza Pahlaví (1941-1980)

- Reza Ciro Pahlaví (1980- actualidad)

## Clases
Tras la reforma de 1939, la Orden de la Corona de Irán se compuso de seis clases distintas:
- Gran Collar: esta clase se mantuvo igual que en la época Qajar y se otorgaba a altos miembros del gobierno, y a ciertas personalidades extranjeras, aunque su uso fue muy restringido, en beneficio de las clases más bajas y de la Orden de Pahlaví.

- Gran Cordón: constituido por una placa, banda y venera, el Gran Cordón de la Orden de la Corona se entregó en su mayor parte a los más altos miembros de la Corte Imperial, por lo general, personas muy cercanas al Shah que por su condición no podían optar a recibir la Orden de Pahlaví.

- Gran Oficial: constituido, en base al modelo francés, de una medalla de oficial y una placa, se entregó tanto a miembros de la Corte como a destacados miembros del Gobierno y del ejército por méritos hacia la Casa Imperial.

- Encomienda: constituida por una medalla de cuello, sin placa.

- Oficial: constituida por una medalla que iba colgada del pecho mediante una cinta con los colores de la Orden y una roseta en el centro.

- Medalla: constituida por una medalla, colgante de una cinta con los colores de la Orden y sin roseta del pecho izquierdo.

## Insignias
- Gran Collar: esta clase se mantuvo igual que en la época Qajar. El collar consistía en una serie de eslabones en plata dorada, constituyentes en varias cruces de cinco brazos esmaltadas en verde y blanco con la Corona de Irán en el centro, unidas por varios divisores de estilo persa, a varios leones con el sol creciente, símbolos de Irán. En el centro del collar, dos leones, con sus soles, alzan una Corona Imperial. De ellos, pende una cruz de mayor tamaño de cinco brazos, esmaltada en blanco y verde, en el centro de la cual se encuentra la Corona Imperial.

- Placa: formada por una placa en plata dorada de diez puntas, en cuyo centro se encuentra una cruz de cinco brazos, esmaltada en verde y con cada brazo adiamantado en plata, en cuyo centro se encuentra la Corona Imperial, en oro, laureada y sobre fondo azul.

- Medalla": consistente en una cruz  de cinco brazos, esmaltada en blanco y verde, en el centro de la cual se encuentra la Corona Imperial sobre esmalte azul. En el reverso, el centro presenta la imagen de un Sol. Los colores de la Orden son el amarillo, con dos franjas azul celeste a ambos costados.

## Galería de Imágenes
A continuación, se exponen imágenes de la Orden de la Corona de Irán: